# 陕西工业职业技术大学
陕西工业职业技术大学，原名陕西工业职业技术学院，是位于陕西省咸阳市的高职院校，学院占地面积650亩，建筑面积46.5万平方米。2011年被教育部、财政部确定为“国家示范性高等职业院校”。
1999年3月，经中国教育部批准、由创办于1950年的国家级重点中专——咸阳机器制造学校改制升格的省属全日制普通高等学校，是西北地区首家由教育部批准改制升格的高职学院。2010年1月，与陕西纺织服装职业技术学院合并组建成新的陕西工业职业技术学院。
学院现有在校学生近20000人，教职工1080名。
学院设有机械工程学院、数控工程学院、电气工程学院、材料工程学院、信息工程学院、工商管理学院、物流管理学院、纺织染化学院、服装艺术学院、土木工程学院、基础课部、思想政治理论教学科研部、体育部、继续教育中心等10个二级学院、三部一中心。